# イニャキ・オチョア
イニャキ・オチョア・デ・オルサ（Iñaki Ochoa de Olza, 1967年5月29日 - 2008年5月23日）は、スペイン・パンプローナ出身の登山家・アルピニスト・クライマー。名前はイナキ・オチョアとも表記される。

## 生涯

### 登山家としての経歴
1967年5月29日、ナバーラ県パンプローナに生まれた。22歳だった1990年に、初の8,000m峰となるカンチェンジュンガの登頂に成功したとする記事がある。異なる記事では、1993年のチョ・オユー(8,201m)が登頂に成功した初の8,000m峰とされる。2001年にはエベレスト(8,848m)の登頂に成功し、8,000m峰5座目を制覇した。オチョアは高地山岳ガイドや山岳カメラマンとしても働いた。2004年までは南アメリカのアコンカグアの世界最短時間登頂記録を保持しており、2005年にはシシャパンマの新ルートをソロで登ることに成功した。オチョアはその生涯で30回を超えるヒマラヤ山脈への山岳遠征に参加し、また山岳ガイドとして200回を超える山岳遠征に参加した。2006年にはマナスル(8,163m)の登頂に成功し、8,000m峰10座目を制覇した。2008年までに、酸素や酸素タンクの助けを借りずに8,000m峰全14座のうち12座に登頂し、チョ・オユー(8,201m)には2度登頂した。オチョアは登山への酸素の使用を信じていなかったと語っており、「もし君が酸素を使うなら、君はアルピニストではなく、宇宙飛行士かスキューバダイバーに近いだろう」と述べている。2008年までに、ヒマラヤ山脈の山の登頂に30回、8,000m級の山の登頂に15回挑戦し、8,000m級の24時間登頂を成功させたこともあった。

### 2008年のアンナプルナ挑戦
2008年5月、オチョアはルーマニア人アルピニストのホリア・コリバサヌをパートナーとして、ヒマラヤ山脈にあるアンナプルナ(8,091m)南壁の登頂に挑戦した。頂上の危険な気象条件のために、オチョア隊のふたりはアンナプルナの頂上付近での登頂断念を余儀なくされた。オチョアは両手に深刻な凍傷を負っており、そのこともまたデュオに登頂断念を強いた。ふたりの下山途中、オチョアは衰弱し、キャンプ4付近で発作を起こした。オチョアは突然の病気で動くことができず、ふたりはそれ以上下山することができなくなった。オチョアは発作のために肺や脳に損傷を受け、さらに肺水腫を併発した。

### 死去
オチョアのパートナーであるコリバサヌによってSOSが発された後、オチョアの命を救うための試みが行われた。前週に起こった雪崩の脅威のために、スイス人登山家のウーリー・ステックはシモン・アンターマッテンとの自身のアンナプルナ南壁の登頂を断念していた。ステックは緊急医療手当をおこなうために、オチョアがいるキャンプ4まで登り、ナバーラ大学病院にいる医師もまたスペイン・パンプローナからの遠隔操作でオチョアを助けようとしたが、大雪や高度がすべての救助を不可能とした。ヘリコプターは5000〜6000mがホバリングの高度限界であり、またこの高度に対応できる人間も限られるため、一般的に7,400mの標高では人命救助は不可能とされている。ステックとコリバサヌはオチョアへの応急処置を断念した。オチョアは5日間緊急テントの中で動けずに閉じ込められ、5月23日午前6時45分(GMT)に死去した。ディアリオ・デ・ナバーラ紙によると、オチョアの死因は肺水腫のほかに脳障害もあったとされている。家族の要請に従い、オチョアの遺体はアンナプルナの7,400m地点に残されている。

## 死後
スポーツ面以外にも、オチョアには達成したい夢があった。8,000m以上の山々とともに暮らす人々に恩返しをしたかったのである。オチョアはカトマンズに孤児院、パキスタンに小児病院、チベット亡命者が住むダラムサラに学校を建設する資金を調達したいと願ったが、死去するまでにその夢は叶わなかった。しかし、貧しい子どもたちを助けると言う彼の目標は、イニャキ・オチョア・デ・オルサ財団 – SOSヒマラヤによって今日も継続されている。そのスポーツ面での功績に対して、出身地のナバーラ州からスポーツ功労ゴールドメダルを授与された。また、アンナプルナでオチョアの救助に参加したすべてのアルピニストにも同様のメダルが贈られている。救助活動に参加したステック、コリバサヌ、デニス・ウルブコ、アレクセイ・ボロトフ、ドン・ボウイの6人には、その登山家精神を称えてピオレドール賞特別賞が授与された。2012年、スペイン人のパブロ・イラブ、ミゲルチョ・モリーナ両監督によって、オチョアの救助活動に参加した12人を訪ねたドキュメンタリー映画『アンナプルナ南壁 7,400mの男たち』（原題:Pura Vida）が公開された。ステックやコリバサヌ、生前のオチョアを中心とし、ウルブコ、ボロトフ、ボゴモロフ、・ボウイ、ニマ・ヌル・シェルパ、ミフネア・ラドゥレスク、アレックス・ガヴィン、ナンシー・モリンなどの登山家が出演している。

## 8,000m峰登頂記録

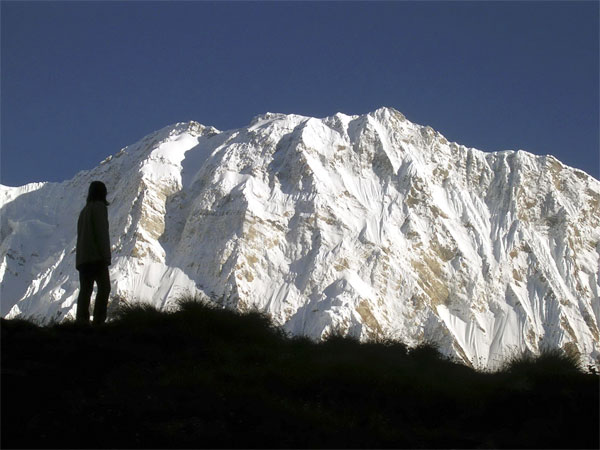
死没地となったアンナプルナ

- （1990年） カンチェンジュンガ(8,598m) - この年にカンチェンジュンガに登頂したとする記事もある。

1. 1993年 チョ・オユー (8,201m)
2. 1996年 ガッシャーブルムI峰 (8,068m)
3. 1996年 ガッシャーブルムII峰 (8,035m)
4. 1999年 ローツェ (8,516m)
5. 2001年 エベレスト (8,848m)
6. 2003年 ナンガ・パルバット (8,125m)
7. 2003年 ブロード・ピーク (8,046m)
8. 2004年 マカルー (8,463m)
9. 2004年 K2 (8,611m)
10. 2006年 マナスル (8,163m)
11. 2006年 シシャパンマ (8,027m)
12. 2007年 ダウラギリ (8,167m)